# Colotis lais
The Kalahari Orange Tip (Colotis lais)là một loài bướm thuộc họ Pieridae. Nó được tìm thấy ở southern Africa.
Sải cánh dài 30–38 mm. The adults fly year-round. The larvae probably feed on Capparaceae species.